# Love on the Beat
| Recensione | Giudizio |
| ---------- | -------- |
| AllMusic   | [ 1 ]    |

Love on the Beat è il penultimo album discografico in studio del cantautore francese Serge Gainsbourg, pubblicato nel 1984.

## Descrizione
In questo disco, Gainsbourg impiegò dei musicisti statunitensi per ottenere una sonorità maggiormente funk-heavy rock. L'album fu controverso a causa dei testi dai contenuti sessualmente espliciti, con omosessualità e prostituzione come tematiche presenti in molti dei brani. Probabilmente la traccia più controversa è Lemon Incest, cantata in duetto con la figlia tredicenne Charlotte Gainsbourg.

## Tracce
Testo e musica di Serge Gainsbourg, eccetto ove indicato.
1. Love on the Beat - 8:04
2. Sorry Angel - 3:47
3. Hmm Hmm Hmm - 2:50
4. Kiss Me Hardy - 4:25
5. No Comment - 5:08
6. I'm The Boy - 4:28
7. Harley David (Son of a Bitch) - 3:01
8. Lemon Incest - 5:12 (Gainsbourg, Frédéric Chopin)

## Formazione
- Serge Gainsbourg - voce, sintetizzatore, arrangiamenti
- Billy Rush - basso, chitarra, produzione, programmazione
- Larry Fast - sintetizzatore, programmazione
- Stan Harrison - sax
- George & Steve Simms - cori
- Charlotte Gainsbourg - arrangiamenti e voce in Lemon Incest